# راچووتسی
راچووتسی (به بلغاری: Rachovtsi) یک منطقهٔ مسکونی در بلغارستان است که در تریاونا واقع شده‌است.